# Xavier Folch i Recasens
Xavier Folch i Recasens (Burgos, 6 de febrer de 1938 - Barcelona, 24 de juny de 2021) va ser un editor, escriptor i polític català. Va tenir una destacada participació en la lluita contra el franquisme i fou un referent del catalanisme cultural. Va ser diputat al Parlament de Catalunya.

## Biografia
Era fill d'Hilarió Folch i Matas i de Josepa Recasens i Mercadé. Nebot del polític socialista reusenc Josep Recasens i Mercadé, es va casar amb la sinòloga Dolors Folch i Fornesa, amb la qual va tenir tres fills: Marina Folch i Folch (metgessa), Albert Folch i Folch (professor de bioenginyeria als Estats Units) i el també editor Ernest Folch i Folch.
Va estudiar al Liceu Francès de Barcelona. Va ser membre de l'associació d'antics alumnes d'aquesta entitat, l'ADAE (Association d'Anciens Élèves), on s'inicià en la tasca de formació i sensibilització social i política.

### Trajectòria durant el franquisme
Entrà a la Universitat de Barcelona, a la Facultat de Ciències Econòmiques. Els primers anys de carrera s'afilià a l'Agrupació d'Esquerra Universitària i a la Nova Esquerra Universitària (NEU). El 1960 s'afilià al Partit Socialista Unificat de Catalunya (PSUC) (adoptà el "nom de guerra” de “Rosselló”) i treballà políticament en càrrecs de responsabilitat en el sector universitari. Un cop llicenciat entrà com a professor de Teoria Econòmica a la Facultat d'Econòmiques, i d'Economia Urbana a l'Escola d'Arquitectura de la UB des de l'any 1964 al 1967. El març de 1966 participarà en la Caputxinada, l'assemblea de constitució del Sindicat Democràtic d'Estudiants de la Universitat de Barcelona al monestir dels Caputxins de Sarrià. Arran d'aquest fet serà multat amb 55.000 pessetes, suspès de treball i sou, expedientat i expulsat de la Universitat l'any 1967.
El 1968 iniciarà la seva trajectòria com a editor a Edicions Ariel, on restarà fins al 1976 dirigint les col·leccions “Ariel quincenal” i “Cinc d'oros”. Paral·lelament, desplegarà una destacada actuació de lluita antifranquista des del camp cultural i polític. Així, serà a la Taula Rodona amb Pere Portabella, Jordi Carbonell, i participarà en la gènesi i organització de la Tancada d'Intel·lectuals a Montserrat de 1970 contra el Procés de Burgos. Serà membre actiu de l'Assemblea Permanent d'Intel·lectuals Catalans participant en la constitució de l'Assemblea de Catalunya l'any 1971. El 1973 serà detingut en la caiguda dels 113 de la Comissió Permanent de l'Assemblea de Catalunya i restarà tres mesos a la presó. Xavier Folch serà un dels 462 catalans més controlats per la policia franquista. Participarà des de l'Assemblea Permanent d'Intel·lectuals en les campanyes de l'Assemblea de Catalunya, la gènesi i organització del Congrés de Cultura Catalana sent membre de 1975 al 1977 del seu comitè executiu.
L'any 1976 fou cofundador i director de l'editorial Crítica, especialitzada en ciències socials. En aquesta editorial va publicar la col·lecció Sarrià, que es va començar amb llibres de Joan Fuster, de Josep Benet, d'Antoni Tàpies i de Joan Vinyoli.

### L'etapa democràtica
L'any 1977, en la campanya per les primeres eleccions democràtiques, serà coordinador de la coalició al Senat de l'Entesa dels Catalans. El mateix any serà elegit membre de comitè central de PSUC en el IV Congrés. En el convuls V Congrés celebrat l'any 1980 serà reelegit membre del comitè central, entrarà al comitè executiu i viurà en primera fila el procés d'autodestrucció del partit l'any 1982.
A les eleccions al Parlament de Catalunya de 1980 serà elegit diputat del Parlament de Catalunya en la llista del PSUC a la primera legislatura de la Catalunya autonòmica, durant la qual serà president de la Comissió de Cultura. Ponent –entre altres– de la Llei de normalització lingüística. L'any 1984, després d'acabar el seu compromís parlamentari, abandonarà el PSUC.
De l'any 1984 al 1986 serà nomenat membre del Consell Assessor de Cultura de la Generalitat de Catalunya. L'any 1983 havia fundat Editorial Empúries, que dirigirà fins al 1996. Hi editarà l'obra de Miquel Martí i Pol, Miquel Bauçà, Joan Solà, Joan Vinyoli, Enric Casasses, Narcís Comadira, Jordi Cornudella o Teresa Pàmies. i publicarà exclusivament en llengua catalana fins a la seva integració dins el Grup 62. Un dels consells que va rebre de Josep M. Castellet va ser "Només cal saber i poder aguantar". Des del 1996 serà director literari d'Edicions 62.
Políticament, l'any 2000 s'integra com a coordinador a la plataforma Ciutadans pel Canvi, que donarà suport a la candidatura a la Generalitat de Pasqual Maragall. L'any 2000 serà elegit pel Parlament de Catalunya membre del consell d'administració de la Corporació Catalana de Ràdio i Televisió.
El govern de la Generalitat encapçalat per Pasqual Maragall el nomenarà, el 2004, director de l'Institut Ramon Llull (2004-2006), on restarà fins a la seva dimissió, el 2006. Durant el seu mandat treballarà intensament perquè la literatura catalana fos la convidada d'honor a la Fira del Llibre de Frankfurt del 2007.
A partir del 2007 formarà part del consell editorial del Grup 62 fins al 2013.
A més, va ser director de la revista Nous Horitzons i membre de la junta directiva del Gremi d'Editors de Catalunya. Des de juliol del 2001 fins a gener del 2005, president de la Fundació Catalunya Segle XXI. Membre del Patronat de la Biblioteca Nacional d'Espanya (2005-2009) i membre del consell assessor de la Fundació del Futbol Club Barcelona, que assessora la junta directiva del club en qüestions socials i culturals.
L'octubre del 2003 el govern de la Generalitat de Catalunya li va atorgar la Creu de Sant Jordi. El 2015 va signar un manifest de suport a Barcelona en Comú.
Fou patró de la Fundació Joan Brossa.